# مراد بيغلو (رامند الجنوبي)
مراد بیغلو (بالفارسية: مرادبیگلو) هي قرية تقع في إيران في قسم رامند الجنوبي الريفي. يقدر عدد سكانها بـ 208 نسمة .